# Vom blauen zum grünen Allgäu

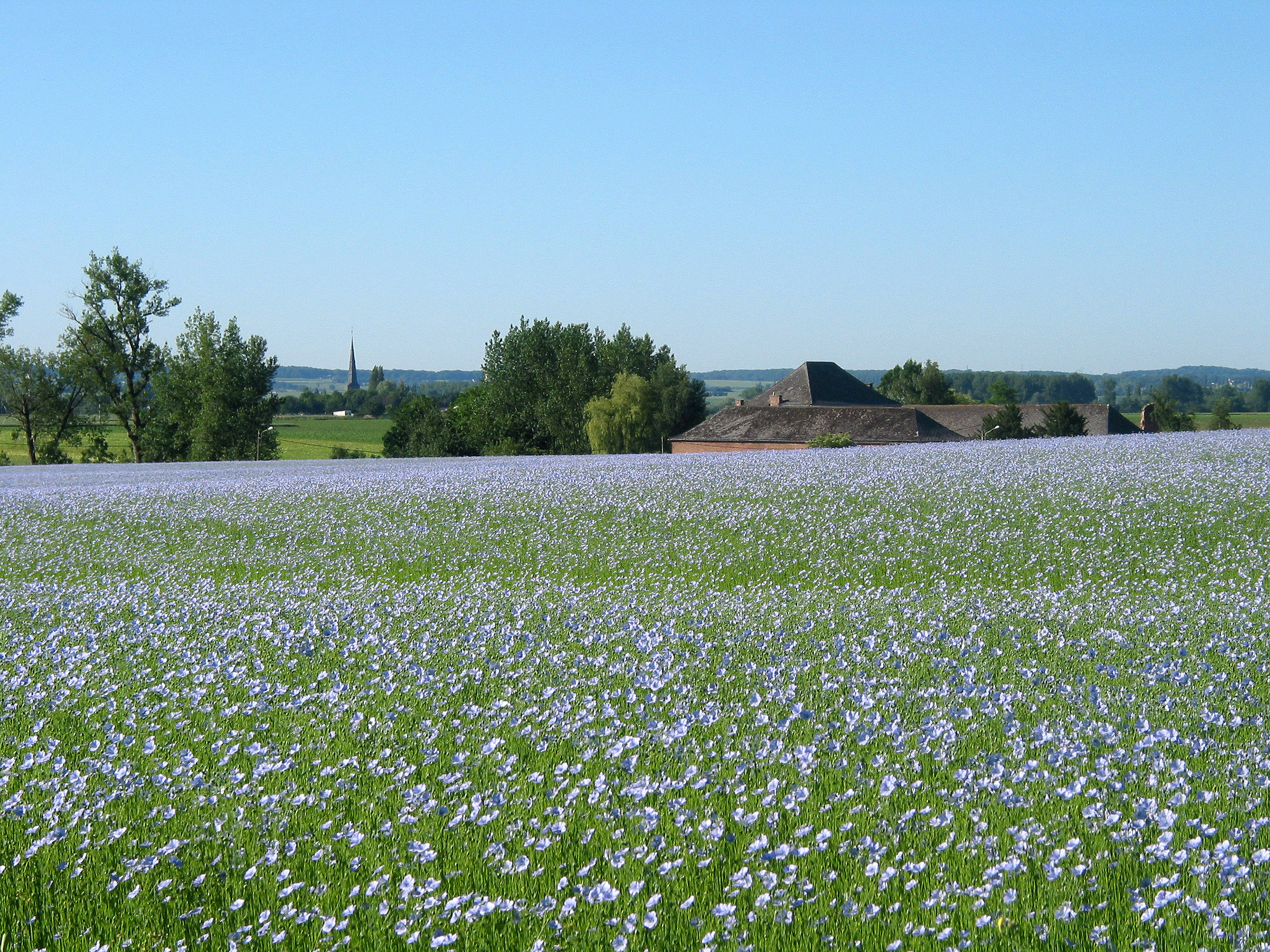
Belgisches Leinfeld zur Blütezeit

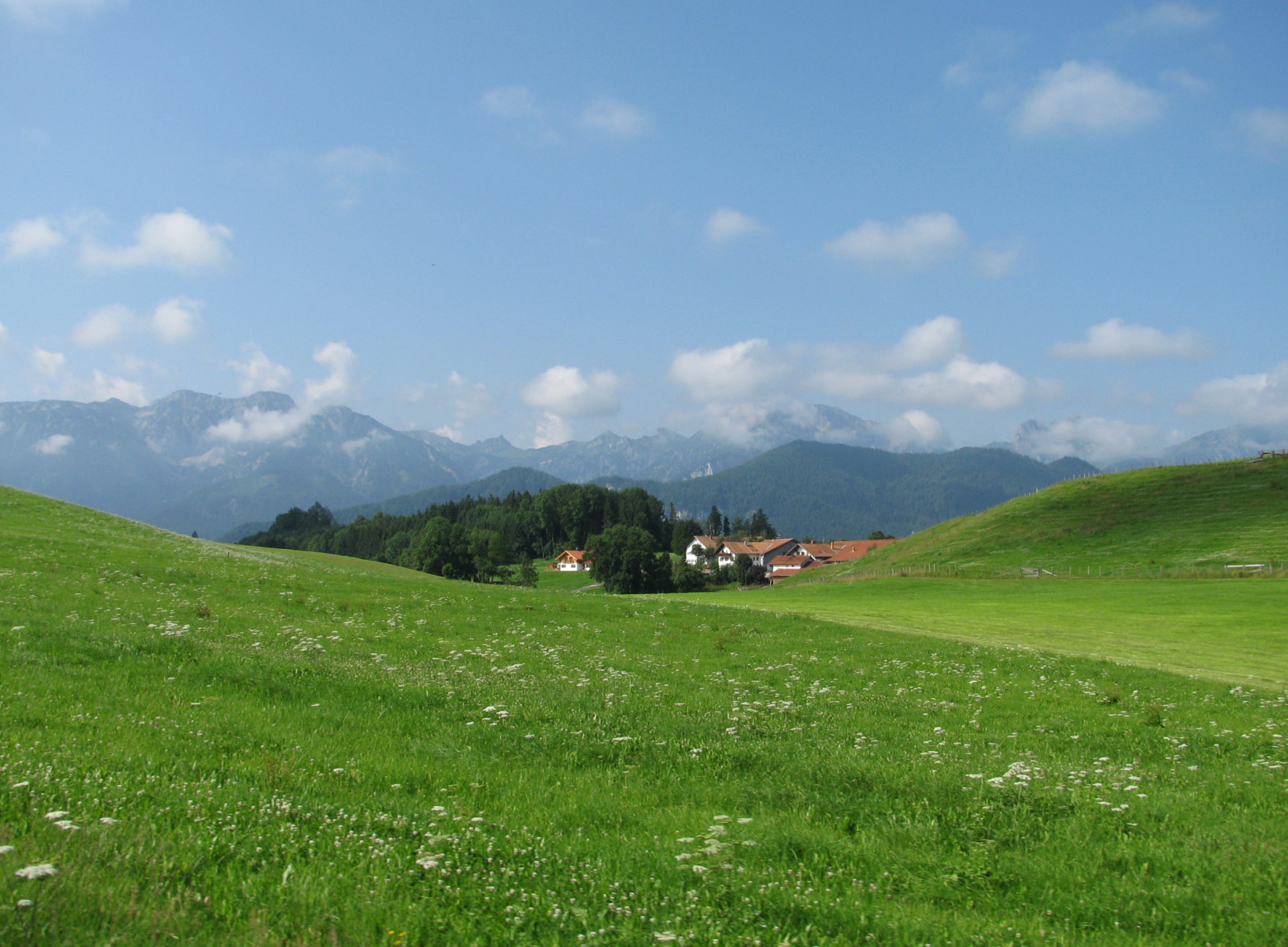
Allgäuer Graslandschaft

Die Metapher Vom blauen zum grünen Allgäu soll den Wechsel vom Flachsanbau zur Milchwirtschaft insbesondere im West- und Oberallgäu des 18. und 19. Jahrhunderts symbolisieren.

## Ursprung
Der Pfarrer und Dichter Peter Dörfler machte das Wortspiel über den Landschaftsfarbwechsel in seiner 1934 bis 1936 verfassten Allgäu-Trilogie, einem viel gelesenen Romanwerk über den Käsepionier Carl Hirnbein in der Öffentlichkeit bekannt. Das häufige unreflektierte Wiederholen in Veröffentlichungen der Werbeliteratur und Heimatkunde verfestigte diese Vorstellung mehr und mehr und behinderte ein fachkundiges Aufarbeiten.S. 81. Möglicherweise wurde Dörfler aber nur missverstanden, denn bevor in seiner Allgäu-Trilogie von „zwei blauen Himmeln, dem oberen und dem unteren“ schwärmt, schreibt er von „einem bunten Teppich – dunkel von den Wäldern auf den Höhen, smaragden von den Matten und Egarten, lichtgelb von den Hafer- und Gerstenäckern und himmelblau in der Blütezeit der Flachsfelder“, wobei der geringste Teil in der Regel am Schluss genannt wird.S. 91.

## Zweifel
Die heutigen Landwirtschaftsbetriebe im Allgäu sind spezialisierte Produktionsstätten zur Milcherzeugung auf der Grundlage von möglichst großflächig maschinell bewirtschaftbaren Grünlandflächen. Die darüber hinausgehende Eigenversorgung beschränkt sich auf Holzernte und Kleintierzucht. Der sonstige Bedarf für die Lebensführung wird mit dem Erlös aus der Milchwirtschaft und zu einem kleinen Teil aus dem Tourismus (Feriengäste) bestritten. Die extensive Grünlandwirtschaft verleiht dem Allgäu heute unzweifelhaft eine dominante grüne Farbe.
Andererseits wird die Annahme, das Allgäu habe sich in früherer Zeit durch den blühenden Flachs in tiefem Blau präsentiert, mehr und mehr bestritten. Bis zur Mitte des 19. Jahrhunderts stand die Eigenversorgung im Vordergrund. Die Bauern betrieben unter schwierigen Bedingungen den Anbau von Getreide und Feldfrüchten sowie Tierhaltung. Flachsanbau und Handspinnerei diente ebenfalls dem Eigenbedarf und gab nur in beschränktem Umfang die Möglichkeit des Gelderwerbs. Die Flachsfelder konnten nur einen sehr kleinen Anteil an der Gesamtagrarfläche eingenommen haben.
Wenn der heute so gern verwendete Spruch Vom blauen zum grünen Allgäu Gültigkeit haben soll, verlangt er für die Ausgangsposition eine innerhalb des Jahres langandauernde, flächendeckende blaue Farbe für die Allgäuer Landschaft. Ob es diese Situation wirklich gegeben hat, ist aber mehr als fraglich. Andreas Kurz und Heinz Mößlang haben die einzelnen Anforderungselemente untersucht und ihre Ergebnisse dargestellt.

## Bewertungsaspekte

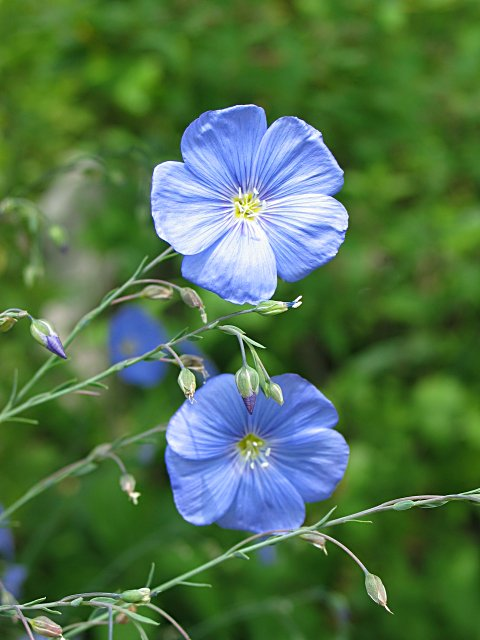
Gemeiner Lein